# Wasserstoffoxide
Wasserstoffoxide sind Spezies, die nur aus Wasserstoff (H) und Sauerstoff (O) bestehen. Es handelt sich um H2On (n = 1, 2, 3, 4) und HOn (n = 1, 2, 3).
H2O für Wasser ist die wohl weltweit bekannteste Summenformel. Hydroxyl- und Hydroperoxyl-Radikale (OH oder HO bzw. HO2) werden in der Atmosphärenchemie zu HOx zusammengefasst.
In der Kerntechnik meint „Wasserstoffoxide“ meist H2O (Wasser), D2O (schweres Wasser) und T2O (überschweres Wasser) sowie die in Gemischen auftretenden Spezies HDO, HTO und DTO.

## Wasser
Molekularer Wasserstoff H2 reagiert mit molekularem Sauerstoff O2 exotherm zu Wasser (H2O) und zwar im Stoffmengenverhältnis zwei Mol H2 zu 1 Mol O2:
{\displaystyle \mathrm {2\,H_{2}+O_{2}\rightarrow 2\,H_{2}O+572{,}4\,kJ} }
Bei dieser sogenannten Knallgasreaktion wird 572,4 kJ/mol Energie frei.
Werden die beiden einfachen Wasserstoffatome (Protium 1H) durch doppelt so schwere Deuteriumatome ersetzt, so erhält man schweres Wasser (D2O). Hat lediglich eines der beiden H-Atome einen Deuteriumkern, spricht man korrekterweise von halbschwerem Wasser (HDO); oft ist aber ebenfalls die Bezeichnung schweres Wasser üblich. Handelt es sich nicht um Deuterium, sondern um Tritium, spricht man von überschwerem Wasser. Diese beiden Formen des Wassers haben leicht unterschiedliche physikalische Eigenschaften. Zum Beispiel liegt der Schmelzpunkt bei 3,82 °C und der Siedepunkt bei 101,42 °C für schweres Wasser, respektive bei 4,48 °C und 101,51 °C für überschweres Wasser. Die chemischen Eigenschaften entsprechen weitgehend denen von gewöhnlichem Wasser, diese beiden Formen sind lediglich etwas reaktionsträger.
Wasser spielt wohl die wichtigste Rolle für die Funktions- und Lebensfähigkeit von Organismen. In der unbelebten Physiosphäre ist es ein wichtiges Medium bei geologischen und ökologischen Elementarprozessen. Durch die Rolle des Wassers in Bezug auf Wetter und Klima, als Landschaftsgestalter im Zuge der Erosion und durch seine wirtschaftliche Bedeutung unter anderem in den Bereichen der Land-, Forst- und Energiewirtschaft ist es zudem in vielfältiger Weise mit Geschichte, Wirtschaft und Kultur der menschlichen Zivilisation verbunden. Die Wissenschaft, welche sich mit der räumlichen wie zeitlichen Verteilung des Wassers und dessen Eigenschaften beschäftigt, bezeichnet man als Hydrologie.

## Wasserstoffperoxid
Wasserstoffperoxid ist eine instabile Verbindung aus jeweils zwei Wasserstoff- und Sauerstoffatomen (H2O2). Die Verbindung kann spontan zu Wasser und Sauerstoff zerfallen:
{\displaystyle \mathrm {2\,H_{2}O_{2}\rightarrow 2\,H_{2}O+O_{2}} }
H2O2 ist sehr reaktiv und wird deshalb mit stabilisierenden Stoffen versetzt. Es ist ein beliebtes Oxidationsmittel, da als Nebenprodukt nur Wasser entsteht.

## Weitere Oxide
Ein weiteres Oxid ist das Dihydrogentrioxid (H2O3), das durch Reaktion von Ozon mit 2-Ethylanthrachinon bei −78 °C erhalten werden kann. Die Verbindung ist noch instabiler als H2O2 und zerfällt bereits bei einer Temperatur von −40 °C in Wasser und Sauerstoff.